# Food carving

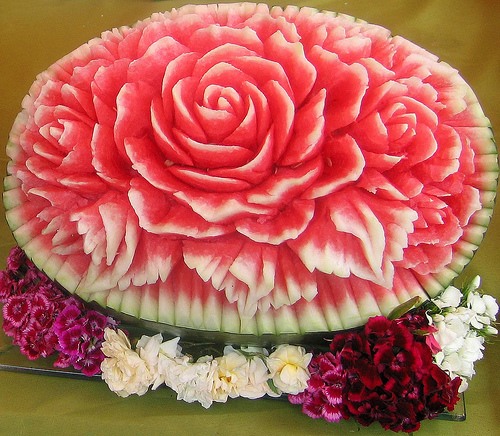
Květiny vyřezané do vodního melounu

Food carving je originální kuchařská technika, při které se z ovoce nebo do ovoce a zeleniny vyřezávají různé tvary a ornamenty. Ovoce i zelenina se loupou, krájí, oškrabují, vykrajují a vydlabávají do mnoha různých tvarů podle fantazie. 

## Historie
Nejčastěji se jako země původu carvingu uvádí Thajsko, avšak v některých zdrojích nalezneme zmínku i o Japonsku. Vyřezávat do ovoce a zeleniny začali lidé v Thajsku okolo 13. století, aby zkrášlili slavnosti bohu úrody.
Dnes je food carving odvětvím kuchařského umění, které se vyučuje dokonce na specializovaných školách. Každoročně se pořádají soutěže v tomto dekorativním vyřezávání.
Mezi nejhlavnější české soutěže patří:
- Gastro Vitana Hradec Králové
- melounový šampionát v Třebíči
- dýňový šampionát v Českých Budějovicích, který je mezinárodní

## Postup
Je mnoho surovin, do kterých lze vyřezávat. Mistři v tomto oboru uvádějí, že nejvhodnějším materiálem pro začátečníka je jablko. Je měkké, tudíž se lépe tvaruje. Nejpoužívanějšími materiály jsou však melouny a dýně. Meloun je velmi oblíbený. Poskytuje velkou pracovní plochu a umožňuje barevnou rozmanitost díla díky svým vrstvám. Čím hlouběji vedeme řez melounem, tím se postupně mění zelená barva slupky na bílou, a později sytě červenou barvu plodu.
K vyřezávání se používají speciální nože, škrabky a loupače, které existují i v soupravách pro profesionální použití. Hlavní se nazývá thajský nožík. Je dělaný z velmi tenké a ostré planžety. Jeho rukojeť je kulatá a umožňuje tak velmi hladkou manipulaci. K dokončení jemných dekorací se dále používají různé nožíky a dlátka. Věškeré nástroje musí být velmi ostré, aby se s nimi dobře pracovalo. K jejich broušení se používají brusné kameny z břidlice nebo z pískovce. Ty se musí před broušním namočit ve vodě.